# Sh2-132
Sh2-132 è un'estesa nebulosa a emissione visibile nella costellazione di Cefeo.
Si individua sul bordo meridionale della costellazione, a breve distanza dal confine con la Lucertola, lungo il piano della Via Lattea; il periodo più indicato per la sua osservazione nel cielo serale ricade fra i mesi di luglio e dicembre ed è notevolmente facilitata per osservatori posti nelle regioni dell'emisfero boreale terrestre.
Sh2-132 si trova a una distanza di quasi 3200 parsec (quasi 10400 anni luce), collocandosi così all'interno del Braccio di Perseo, nella regione di Cepheus OB1, una grande e luminosa associazione OB. Le stelle responsabili della ionizzazione dei suoi gas sono molto calde e massicce; in particolare sono state individuate due stelle di Wolf-Rayet, note con le sigle HD 211564 e HD 211853 (quest'ultima avente anche la sigla WR 153), oltre a una stella di classe spettrale O8.5V e una decina di stelle di classe B. Attorno alla stella di classe O e a una delle stelle di Wolf-Rayet si estende una bolla ben visibile nella banda delle onde radio, identificata con la sigla Shell B, probabilmente originata dal vento stellare delle due stelle massicce. Una struttura simile ma di minori dimensioni, Shell A, ospita vicino al suo centro una stella di classe K. Si ritiene che nella nebulosa abbiano avuto luogo in passato processi d formazione stellare a catena; attualmente questi processi sembrano essere sospesi, dal momento che non vi è traccia di attività recente. In direzione della nebulosa sono state individuate nove sorgenti di radiazione infrarossa e un maser con emissioni H2O.